# Ewa Miodońska-Brookes
Ewa Miodońska-Brookes (ur. 1 lipca 1939) – polska historyczka literatury, profesor doktor habilitowana nauk humanistycznych, działaczka NSZZ Solidarność.

## Życiorys
W 1961 ukończyła filologię polską na Uniwersytecie Jagiellońskim, a w 1970 uzyskała tam stopień doktora, obroniwszy napisaną pod kierunkiem Henryka Markiewicza rozprawę o kompozycji dramatów Stanisława Wyspiańskiego. W 1979 habilitowała się na podstawie monografii poświęconej Akropolis Wyspiańskiego. Tytuł profesora uzyskała w 1997. Od 1980 była zaangażowała się w działalność NSZZ Solidarność, kontynuując ją w okresie stanu wojennego. 
Pracowała na Uniwersytecie Jagiellońskim oraz w Państwowej Wyższej Szkole Teatralnej im. Ludwika Solskiego w Krakowie (obecnie: Akademia Sztuk Teatralnych im. Stanisława Wyspiańskiego w Krakowie). Do obszaru jej zainteresowań naukowych należą historia dramatu i teatru oraz literatura i kultura Młodej Polski.
W 1981 otrzymała Złoty Krzyż Zasługi, w 1989 Medal Komisji Edukacji Narodowej, w 1995 Krzyż Kawalerski Orderu Odrodzenia Polski, a w 2014 Srebrny Medal „Zasłużony Kulturze Gloria Artis”.

## Wybrane publikacje
- Studia o kompozycji dramatów Wyspiańskiego, Wrocław 1972.
- Wawel – „Akropolis". Studium o dramacie Stanisława Wyspiańskiego, Kraków 1980.
- „Mam ten dar bowiem: patrzę się inaczej". Szkice o twórczości Stanisława Wyspiańskiego, Kraków 1997.
- Tutaj, czyli W Krakowie: rozmowy o domu i uniwersytecie, Kraków 2013